# Aeroport de Nzagi
L'aeroport de Nzagi (codi IATA: NZA, codi OACI: FNZG) és un aeroport que serveix Nzagi a la província de Lunda-Nord, al nord-est d'Angola.